# Fantastic Baby
"Fantastic Baby"là đĩa đơn phát hành vào năm 2012 của ban nhạc Hàn Quốc Big Bang. Bài hát là đĩa đơn trích từ album Alive phát hành tháng 2 năm 2012. Phiên bản tiếng Nhật được phát hành tháng 3 năm 2012, nằm trong phiên bản tiếng Nhật của Alive. Lời tiếng Nhật của bài hát được thành viên Verbal của M-Flo viết lời. Bài hát được coi là"một trong những bài hát K-pop thành công nhất."

## Đón nhận
Video âm nhạc của"Fantastic Baby"là một trong những video K-pop có nhiều lượt xem nhất trên YouTube năm 2012 và được nhắc nhắc đến trong bài viết của The Guardian. Bài hát cũng được sử dụng trong một tập phim truyền hình Glee và trailer của bộ phim điện ảnh Pitch Perfect 2.
Tính tới tháng 3 năm 2014"Fantastic Baby"có trên 100 triệu lượt xem trên YouTube, trở thành MV Hàn Quốc thứ tư làm được điều này sau Gangnam Style và Gentleman của PSY, và Gee của Girls' Generation, và là video đầu tiên của một nhóm nhạc nam K-Pop. Vào năm 2016, MV trở thành MV K-pop đầu tiên của một nhóm nhạc K-pop vượt qua 200 triệu lượt xem.
"Fantastic Baby"cũng nhận được nhiều lời khen ngợi từ nhiều trang mạng quốc tế nhờ phong cách nổi loạn. Billboard K-Town cho rằng"Fantastic Baby"đã tiến tới sự công nhận quốc tế nhờ phong cách EDM đột phá.

## Diễn biến xếp hạng
Sau bốn ngày ra mắt album, bài hát có được vị trí thứ tư trên Gaon Digital Chart, xếp sau"Blue,"Bad Boy"và"Love Dust"cùng của Big Bang, bán ra 450.021 bản. Bài hát vươn lên vị trí thứ ba trong tuần tiếp theo. Bài hát là đĩa đơn bán chạy nhất trong tháng 3 năm 2012 ở Hàn Quốc với 1.351.429 lượt tải và vươn lên vị trí số một Digital Chart. Bài hát là đĩa đơn bán chạy thứ 5 tại Hàn Quốc với 3.339.871 bản.
"Fantastic Baby"có trên 100 tuần có vị trí trong bảng xếp hạng World Digital Songs của Billboard.
Vào tháng 9 năm 2012 RIAJ trao chứng nhận vàng cho đĩa đơn nhờ lượt tải về. Đến tháng 12 năm 2013, bài hát được chứng nhận bạch kim."Fantastic Baby"có 70 tuần góp mặt trong bảng xếp hạng Japan Hot 100.

## Giải thưởng và đề cử
| Năm  | Giải                         | Hạng mục                             | Kết quả   | Nguồn  |
| ---- | ---------------------------- | ------------------------------------ | --------- | ------ |
| 2012 | Cyworld Digital Music Awards | Bài hát của tháng (tháng 3)          | Đoạt giải | [ 22 ] |
| 2012 | Gaon Chart K-Pop Awards      | Bài hát của tháng (tháng 3)          | Đoạt giải | [ 23 ] |
| 2012 | Singapore E-Awards           | Video âm nhạc nổi tiếng nhất (K-pop) | Đoạt giải | [ 24 ] |
| 2012 | Soompi France Awards         | Video âm nhạc của năm                | Đoạt giải | [ 25 ] |
| 2012 | So-Loved Awards Europe       | Bài hát hay nhất                     | Đoạt giải | [ 26 ] |
| 2012 | MelOn Music Awards           | Bài hát của năm                      | Đề cử     | [ 27 ] |
| 2012 | MelOn Music Awards           | Global Star Award                    | Đề cử     | [ 27 ] |
| 2012 | MelOn Music Awards           | Netizen Popularity Battle Award      | Đề cử     | [ 27 ] |
| 2012 | Allkpop Awards               | Video âm nhạc hay nhất               | Đề cử     | [ 28 ] |
| 2012 | Allkpop Awards               | Bài hát của năm                      | Đoạt giải | [ 28 ] |
| 2013 | Seoul Music Awards           | Bonsang                              | Đoạt giải | [ 29 ] |
| 2013 | MTV Video Music Awards Japan | Video nhạc dance hay nhất            | Đoạt giải |        |
| 2014 | World Music Awards           | Video của năm                        | Đoạt giải | [ 30 ] |